# Pataura
Pataura es un despoblado español del municipio de Motril, perteneciente a la provincia de Granada, en la comunidad autónoma de Andalucía.

## Historia
El lugar, que hacia finales del siglo XVI habría contado con una población cercana a los dos centenares de habitantes, ya estaba despoblado para 1755. Acudían después a la zona, aun así, alrededor de siete decenas de personas en la temporada de la molienda del azúcar. Hacia mediados del siglo XIX, la fábrica azucarera había quedado destruida y el lugar completamente despoblado por las inundanciones causadas por las crecidas del caudal del río Guadalfeo.
El despoblado aparece descrito en el duodécimo volumen del Diccionario geográfico-estadístico-histórico de España y sus posesiones de Ultramar de Pascual Madoz con las siguientes palabras:

PATAURA: desp. en la prov. de Granada (10 1/2 leg.), part. jud. y térm. municipal de Motril (1). Fue pobl. en tiempo de los moros; el año 1574 contaba 45 vec. 200 alm., que en 1753 quedaron reducidos á 39 y 12 vec., no existiendo dos años despues ninguno con residencia fija. En la temporada de molienda de azúcar acudian de otros pueblos sobre 70 personas para trabajar en la fáb. de esta clase que habia al estremo meridional del pueblo. Solo quedan ya en él algunos vestigios de la espresa fáb. de azúcares, habiendo sido la causa de su destruccion las frecuentes inundaciones del r. Guadalfeo que pasa á corta dist. Su igl., destruida tambien, era aneja de la parr. de Lobres, dist. 1/4 leg.
(Madoz, 1849, p. 718)